# 残疾人乒乓球

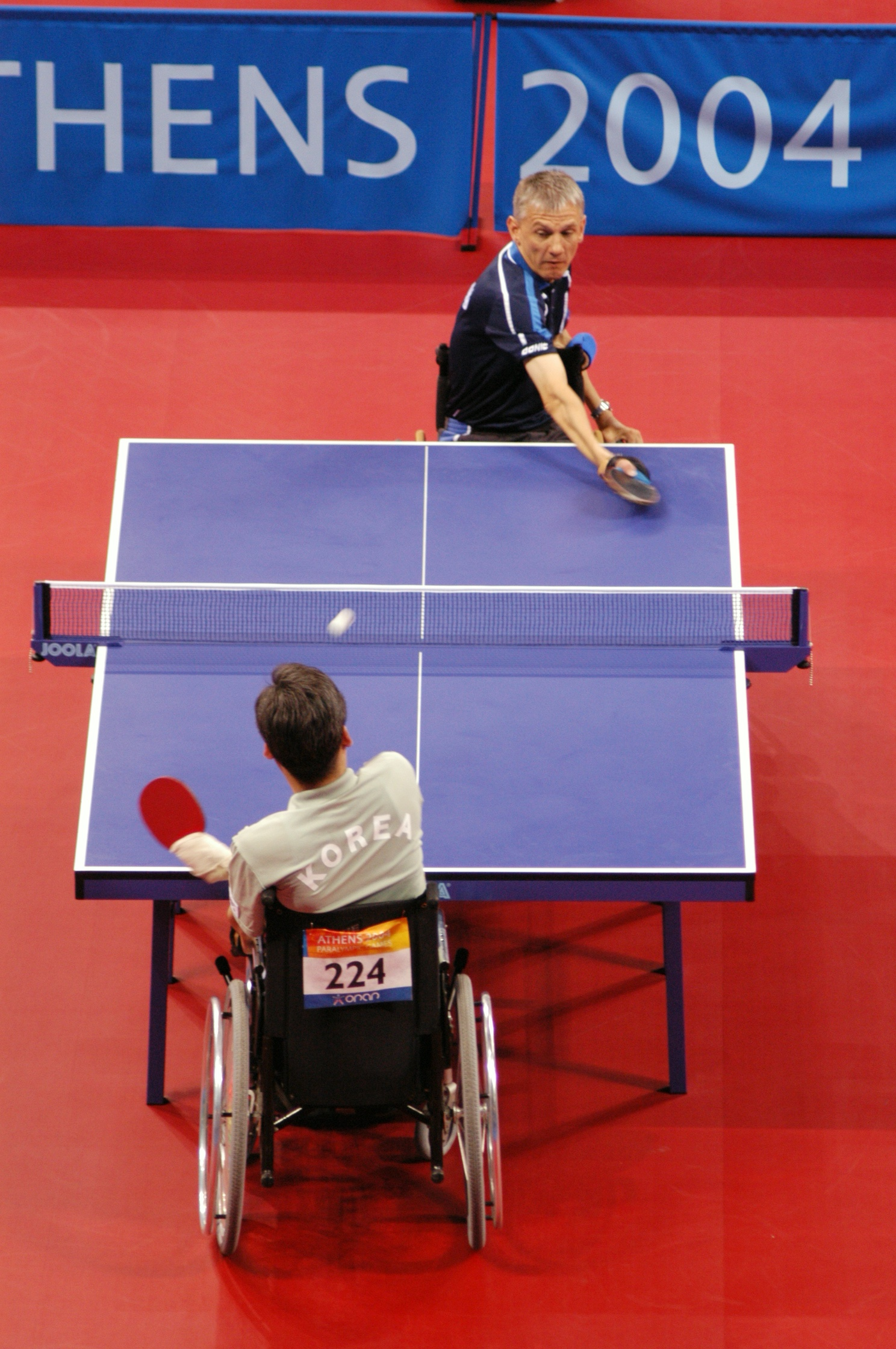
残疾人乒乓球比赛

残疾人乒乓球比赛指在帕拉林匹克運動會、世界残疾人乒乓球锦标赛等比赛中为身心障礙者举办的乒乓球比赛项目。

## 规则
残疾人乒乓球比赛分为站姿比赛和坐姿（轮椅）比赛。站姿比赛的规则较一般的乒乓球规则没有特殊区别；坐姿（轮椅）乒乓球比赛的特殊规则有：
- 发球时出现以下情况要重新发球：
  1. 球在接球运动员的球台反弹一次或多次从边线越出；
  2. 球触及接球运动员的球台台面之后，往球网的方向反弹；
  3. 球停在接球员一方的台面。
- 双打比赛中，没有击球次序规定，允许同一人连续击球，但运动员的轮椅不能越过球台中线的延长线；
- 运动员可以安装脚垫，但在比赛中运动员脚和脚垫均不能触地；
- 运动员不能将膝关节以上身体任何部分绑在轮椅上。如有医学方面的需要，须在分级卡上注明；
- 球台应要保证在轮椅接近时运动员的腿部不受触碰，球台腿距离球台底线不小于40厘米。

## 分级
残疾人乒乓球比赛分为11级，1-10级为肢体残疾，其中的1-5级为坐姿级，6-10级为站姿级；11级为智力残疾。数字越大，运动员参与这项运动的能力就越强。

## 外部連結
- ITTF帕拉桌球
- 國際帕委會網站上的桌球項目 （页面存档备份，存于）